# Taekwondo nos Jogos Pan-Americanos de 2015 - Até 67 kg feminino
A categoria até 67 kg feminino do taekwondo nos Jogos Pan-Americanos de 2015 foi disputada em 21 de julho no Centro Esportivo Mississauga, em Mississauga. 

## Calendário
Horário local (UTC-4).
| Data        | Horário | Fase                |
| ----------- | ------- | ------------------- |
| 21 de julho | 14:05   | Oitavas de final    |
| 21 de julho | 15:35   | Quartas de final    |
| 21 de julho | 16:35   | Semifinal           |
| 21 de julho | 20:05   | Repescagem          |
| 21 de julho | 20:35   | Disputa pelo bronze |
| 21 de julho | 20:35   | Final               |

## Medalhistas
| Ouro   | USA Paige McPherson                   |
| Prata  | MEX Victoria Heredia                  |
| Bronze | ARG Alexis Arnoldt CUB Daima Villalon |

## Resultados

### Chave
Legenda
- DSQ — Desqualificado

|  | Oitavas de final       | Oitavas de final       | Oitavas de final |  |  | Quartas de final       | Quartas de final       | Quartas de final      |   |                        | Semifinal              | Semifinal           | Semifinal |  |  | Final | Final | Final |
|  |                        |                        |                  |  |  |                        |                        |                       |   |                        |                        |                     |           |  |  |       |       |       |
|  |                        |                        |                  |  |  |                        |                        |                       |   |                        |                        |                     |           |  |  |       |       |       |
|  |                        |                        |                  |  |  | USA Paige McPherson    | USA Paige McPherson    | 5                     |   |                        |                        |                     |           |  |  |       |       |       |
|  | CHI Patricia Figueroa  | CHI Patricia Figueroa  | 0                |  |  | CUB Daima Villalon     | CUB Daima Villalon     | 3                     |   |                        |                        |                     |           |  |  |       |       |       |
|  | CUB Daima Villalon     | CUB Daima Villalon     | 12               |  |  |                        |                        |                       |   | USA Paige McPherson    | USA Paige McPherson    | 8                   |           |  |  |       |       |       |
|  | VEN Adanys Cordero     | VEN Adanys Cordero     | 3                |  |  |                        | BRA Julia Vasconcelos  | BRA Julia Vasconcelos | 6 |                        |                        |                     |           |  |  |       |       |       |
|  | HAI Aniya Louissaint   | HAI Aniya Louissaint   | 1                |  |  | VEN Adanys Cordero     | VEN Adanys Cordero     | 1                     |   |                        |                        |                     |           |  |  |       |       |       |
|  | PUR Brieanna Hernandez | PUR Brieanna Hernandez | 5                |  |  | BRA Julia Vasconcelos  | BRA Julia Vasconcelos  | 3                     |   |                        |                        |                     |           |  |  |       |       |       |
|  | BRA Julia Vasconcelos  | BRA Julia Vasconcelos  | 12               |  |  |                        |                        |                       |   |                        | USA Paige McPherson    | USA Paige McPherson | 13        |  |  |       |       |       |
|  | COL Katherine Dumar    | COL Katherine Dumar    | 3                |  |  |                        | MEX Victoria Heredia   | MEX Victoria Heredia  | 1 |                        |                        |                     |           |  |  |       |       |       |
|  | ECU Iris Carvallo      | ECU Iris Carvallo      | 2                |  |  | COL Katherine Dumar    | COL Katherine Dumar    | 2                     |   |                        |                        |                     |           |  |  |       |       |       |
|  | HON Yosselyn Molina    | HON Yosselyn Molina    | 1                |  |  | CRC Katherine Alvarado | CRC Katherine Alvarado | 8                     |   |                        |                        |                     |           |  |  |       |       |       |
|  | CRC Katherine Alvarado | CRC Katherine Alvarado | 5                |  |  |                        |                        |                       |   | CRC Katherine Alvarado | CRC Katherine Alvarado | 2                   |           |  |  |       |       |       |
|  | ARG Alexis Arnoldt     | ARG Alexis Arnoldt     | 9                |  |  |                        | MEX Victoria Heredia   | MEX Victoria Heredia  | 3 |                        |                        |                     |           |  |  |       |       |       |
|  | MEX Victoria Heredia   | MEX Victoria Heredia   | 10               |  |  | MEX Victoria Heredia   | MEX Victoria Heredia   | 14                    |   |                        |                        |                     |           |  |  |       |       |       |
|  |                        |                        |                  |  |  | CAN Ashley Kraayeveld  | CAN Ashley Kraayeveld  | 2                     |   |                        |                        |                     |           |  |  |       |       |       |
|  |                        |                        |                  |  |  |                        |                        |                       |   |                        |                        |                     |           |  |  |       |       |       |

### Repescagem
|  | Semifinal             | Semifinal             | Semifinal |  |  | Disputa pelo bronze   | Disputa pelo bronze   | Disputa pelo bronze |
|  |                       |                       |           |  |  |                       |                       |                     |
|  |                       |                       |           |  |  | BRA Julia Vasconcelos | BRA Julia Vasconcelos | 1                   |
|  | CAN Ashley Kraayeveld | CAN Ashley Kraayeveld | 0         |  |  | ARG Alexis Arnoldt    | ARG Alexis Arnoldt    | 5                   |
|  | ARG Alexis Arnoldt    | ARG Alexis Arnoldt    | 21        |  |  |                       |                       |                     |

|  | Semifinal          | Semifinal          | Semifinal |  |  | Disputa pelo bronze    | Disputa pelo bronze    | Disputa pelo bronze |
|  |                    |                    |           |  |  |                        |                        |                     |
|  |                    |                    |           |  |  | CUB Daima Villalon     | CUB Daima Villalon     | 9                   |
|  | CUB Daima Villalon | CUB Daima Villalon |           |  |  | CRC Katherine Alvarado | CRC Katherine Alvarado | 3                   |
|  |                    |                    |           |  |  |                        |                        |                     |